# (82232) Heuberger
(82232) Heuberger (2001 JU) – planetoida z pasa głównego asteroid okrążająca Słońce w ciągu 3,52 lat w średniej odległości 2,31 j.a. Odkryta 11 maja 2001 roku.